# Leonardo Graziano
Leonardo Graziano (Capua, 15 novembre 1975) è un doppiatore italiano, attivo sia a Roma che a Milano.

## Biografia
È noto soprattutto per essere la voce italiana di Naruto Uzumaki in Naruto e Naruto Shippuden, di Dan Kuso nella serie animata nipponica Bakugan - Battle Brawlers e di Artemis nel reboot Sailor Moon Crystal/Eternal.
Ha inoltre doppiato Jim Parsons in The Big Bang Theory e Young Sheldon, Drake Bell in Drake & Josh e Conrad Ricamora in Le regole del delitto perfetto e The Resident.

## Doppiaggio

### Film
- Jim Parsons in The Normal Heart, Ted Bundy - Fascino criminale, Spoiler Alert
- James Corden in The Prom, Cenerentola
- Sam Troughton in Il rituale
- Eric Goins in Poliziotto in prova
- Gregory Smith in Adolescenza inquieta
- Alan Leech in Amici per la vita
- Jeremy Howard in Prova a prendermi
- James Kirk in X-Men 2
- Aaron Taylor-Johnson in The Illusionist - L'illusionista
- Kanye West in Anchorman 2 - Fotti la notizia
- Nat Faxon in Orange County
- Jason Ritter in Happy Endings
- John Pinette in My Five Wives
- Alex Vincent in Il culto di Chucky
- Aaron Takahashi in Yes Man
- Michael Olifiers in Bike Squad
- Enzo Cilenti in Millions
- Eirik Evjen in Fratelli di sangue
- Jaso Show in The Hillz
- Kevin Colosher in Sub Human
- Ryan Mcdonald in Christie The movie
- Bruno Holicheck in Thomas the Falconer
- Sheldon Bergstorm in I Downloaded a Ghost
- Dief Tiefenbac in Get Over It
- Akabar Kurtha in Ester Kahn
- Billy Eichner in Bros
- Kemal Okan Özkan in Voglio crederci
- Franz Lang in Nice Girls
- Drew Droege in Queer

### Film d'animazione
- Naruto - The Movie: La primavera nel Paese della Neve, Naruto - Il film: La leggenda della pietra di Gelel, Naruto - Il film: I guardiani del regno della luna crescente,  Naruto Shippuden - L'esercito fantasma, Naruto Shippuden - Il maestro e il discepolo, Naruto Shippuden - Eredi della Volontà del Fuoco, Naruto Shippuden - Il film: La torre perduta, Naruto - Il film: La prigione insanguinata, The Last: Naruto the Movie e Boruto: Naruto the Movie - Naruto Uzumaki
- Naruto - La via dei ninja - Naruto Uzumaki e Menma Uzumaki
- Yes! Pretty Cure 5 - Le Pretty Cure nel Regno degli Specchi e Yes! Pretty Cure 5 GoGo! - Buon compleanno carissima Nozomi - Coco/Kokoda
- Barbie - Lago dei cigni - Ivan
- Barbie - La principessa e la povera - Wolfie
- Bratz - Ethan
- Card Captor Sakura - The Movie - Syaoran Li
- Castigo Celeste XX Angel Rabbie - Ruka
- Polar Express - Saputello
- Gli orsetti del cuore - Una giornata a Giocattolandia - Brontolorso
- Ant Bully - Una vita da formica - Steve
- Barnyard - Il cortile - Eugene Beady
- Sensitive Pornograph - Seiji
- Ralph spacca Internet - Pyro
- Pretty Guardian Sailor Moon Eternal - Artemis
- Rock Dog 2 - Lang
- Inazuma eleven 2-3: Axel Blaze

### Televisione
- Jim Parsons in The Big Bang Theory, Young Sheldon[2] e Hollywood
- Drake Bell in Drake & Josh, Merry Christmas, Drake & Josh, Un fantafilm - Devi crescere,  Timmy Turner!, Rags
- Conrad Ricamora in Le regole del delitto perfetto, The Resident
- Michael Zegen in Boardwalk Empire - L'impero del crimine
- Bill e Devon Michael in Una mamma per amica
- Jesse James Keitel in Big Sky
- Desmond Chiam in Now Apocalypse
- Chase Coleman in The Originals
- Yani Gellman in Pretty Little Liars
- Max Topplin in Suits
- Ron Lester in Popular
- Kyle Gallner in Veronica Mars
- Michael R. Genadry in Ed
- Anthony Anderson in La squadra del cuore
- Michal Grajewsky in 2030 CE
- Biagio Messina in Kenan & Kel
- Wilson Cruz in Cinque in famiglia
- Jonah Blechman e Jack Osbourne in Dawson's Creek
- Greg Baker in Sports Night
- Nicholas E. Barb in Lizzie McGuire
- Barnie Duncan in Power Rangers Mystic Force
- Michael James Johnson in Tutto in famiglia
- Valente Rodriguez in Sabrina, vita da strega
- Toby Truslove in Crash Palace
- John C. McDonnell in E.R. - Medici in prima linea
- Kieran O'Brien in Band of Brothers - Fratelli al fronte
- Ryan Merriman, Brian Gross e Michael Welch in Il tocco di un angelo
- Colin Fickes in Law & Order - Unità vittime speciali
- Chris Huisler, Michael Saucedo e Kyle Howard in Boston Public
- Jerry Messing e Penn Badgley in I fratelli Garcia
- Roman Danylo e Pablo Santos in Jeremiah
- Craig Hauer in Settimo cielo
- Shawn Ashmore in Smallville
- Michael Kirby e J.J. Stocker in MTV Undressed
- Pierre Deny in Il comandante Florent
- Craig Anderson in Hellcats
- Christopher Gorham in Ugly Betty
- Colin Egglesfield in Rizzoli & Isles
- Sam Troughton in Lockerbie - Attentato sul volo Pan Am 103
- Tim Plester in Il Trono di Spade
- Mark Waschke in Dark
- Nicolas Maury in Chiami il mio agente!
- Hugh Dancy in Law & Order - I due volti della giustizia
- Diego Mesaglio in Flor - Speciale come te
- Pablo Sultani in Violetta

### Serie animate
- 44 gatti - Cream
- A tutto reality - L'isola: Il ritorno - Wayne
- Arcane - Lest
- Argai - Chan
- Ayashi no Ceres - Aki Mikage
- B-Daman Crossfire - Yuki Washimura
- Bakugan - Battle Brawlers, Bakugan Battle Brawlers: New Vestronia, Bakugan: Gundalian Invaders, Bakugan: Potenza Mechtanium - Dan Kuso
- Battle Spirits - Brave - Zaji|Yzars
- Battle Spirits - Heroes - Arata Yakushiji
- Space Pirate Captain Herlock - The Endless Odyssey - Tadashi Daiba
- The Boondocks - Butch Magnus Milosevic
- Danger Mouse - Danger Mouse
- Death Note - Tota Matsuda
- Di-Gata Defenders - Adam
- Digimon Tamers - Terriermon
- Digimon Frontier - JP Shibayama
- Dragon Age: Absolution - Fairbanks
- Due fantagenitori - A.J.
- Fairy Tail - Leon Bastia (1^voce)
- Fillmore! - Anza
- HeartCatch Pretty Cure! - Dune
- House of Mouse - Il Topoclub - Gongolo
- Hunter × Hunter - Killua Zoldick
- Huntik - Secrets & Seekers - Dan Fears
- I Cavalieri dello zodiaco - Le porte del paradiso, I Cavalieri dello zodiaco - Saint Seiya - Hades - Asher dell'Unicorno
- I Cavalieri dello zodiaco - Hades - Papillon
- I Simpson - Jim Parsons
- I Griffin - Neil Goldman (st. 3)
- Paradise Police - Dusty Marlow
- Il piccolo regno di Ben e Holly - padre di Lucy
- Il principe dei draghi - Soldato e mercenario
- Il principe Ivandoe - Ivandoe (voce nella serie)
- Prince of Tennis - Eiji Kikumaru
- Inazuma Eleven - Axel Blaze (2^voce)
- Inuyasha - Tosho
- Juanito Jones - Frank
- Kenshin il Vagabondo: Capitolo del tempo - Yahiko Myōjin
- Kilari - Subaru Tsukishima
- La malinconia di Haruhi Suzumiya - Itsuki Koizumi
- Lo straordinario mondo di Gumball - Alan (3° voce) e Tobias Wilson (2° voce)
- La squadra del cuore - Shikawa
- Leone il cane fifone - Randy Robot
- Little Battles eXperience - Kazuya Walker
- Medarot - Ikki Tenryo
- Mermaid Melody - Principesse sirene - Shirai Nagisa
- Monster Allergy - Hector Sinistro
- Naruto e Naruto: Shippuden - Naruto Uzumaki e Naruto Oscuro
- Nome in codice: Kommando Nuovi Diavoli - Numero T
- One Piece - Franky da ragazzo
- One-Punch Man - Charanko
- Pokémon Chronicles - Attila
- Pretear - La leggenda della nuova Biancaneve - Kei
- Pretty Guardian Sailor Moon Crystal - Artemis
- Record of Ragnarok - Buddah
- Roller Mania - Akim
- She-Ra e le principesse guerriere - Double Trouble
- SuperDoll Rika-chan - Tomonori Fukiya
- Goldrake U - Cocito
- Teen Titans - Beast Boy (1^voce)
- The Real Ghostbusters - Ray Stantz
- The Replacements - Agenzia sostituzioni - Donnie Rotweller
- Tiger & Bunny - Nathan Seymour / Fire Emblem
- Vampire Princess Miyu - Kiyoshi
- Violet Evergarden - Aiden Field
- Wingman - Hiroki Watanabe
- Winx Club - Helia (2^voce)
- Word Girl - Chuck
- Yes! Pretty Cure 5 e Yes! Pretty Cure 5 GoGo! - Coco/Kokoda
- Lei, l'arma finale - Atsushi

### Videogiochi
- Axel Blaze in Inazuma Eleven[3]
- Starscreamer in Transformers Battlegrounds[4]